# Monte Lawu
O Monte Lawu (em indonésio: Gunung Lawu) é uma montanha na ilha de Java, na fronteira entre as províncias de Java Oriental e Java Central. Tem 3265 m de altitude e 3118 metros de proeminência topográfica, sendo a 76.ª montanha mais proeminente do mundo e é um estratovulcão ativo, cuja última erupção data de 1885. A vertente norte está muito erodida, e a vertente oriental contém lagos de cratera e cones secundários. Uma área de fumarolas situa-se no flanco sul a 2 550 metros de altitude.
Nas suas encostas há vários antigos candis (templos) hindus do século XV, nomeadamente os de Sukuh e de Ceto.